# 라트비아-소련 리가 평화 조약

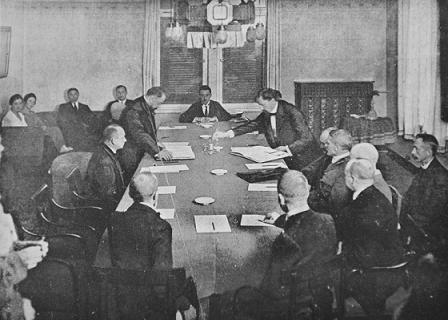

라트비아-소련 리가 평화 조약은 1920년 8월 11일에 라트비아와 소련 사이에서 맺어진 조약이다.

## 같이 보기
- 라트비아의 역사